# Juan Pablo Forero
Juan Pablo Forero Carreño (Tabio, Cundinamarca, 3 de agosto de 1983) es un ciclista colombiano que actualmente pertenece a la nómina de ciclistas del equipo amateur de su país EBSA-Empresa de Energía Boyacá. 

## Palmarés
2003
- 1 etapa en la Clásica Nacional Ciudad de Anapoima

2004
- 2 etapas Vuelta de la Juventud

2005
- Campeón de Colombia en Ruta Sub-23
- 1 etapa de la Vuelta a Ecuador

2006
- 3 etapas de la Vuelta a Colombia

2007
- 1 etapa de la Vuelta al Valle del Cauca

2008
- 1 etapa de la Vuelta a Tolima
- 1 etapa del International Cycling Classic
- 1 etapa de la Vuelta a Cundinamarca
- 1 etapa del Clásico RCN

2009
- 2 etapas de la Clásica Internacional de Tulcán

2012
- 1 etapa de la Vuelta a Colombia

## Equipos
- Ron Añejo
- Gripofen
- Postal Express
- Colombia es Pasión (2007-2011)
  - Colombia es Pasión Team (2007)
  - Colombia es Pasión-Coldeportes (2008-2009)
  - Café de Colombia-Colombia es Pasión (2010)
  - Colombia es Pasión-Café de Colombia (2011)
- Colombia-Coldeportes (2012)
- Colombia Coldeportes (2013-2014)
- Coldeportes-Claro (2015)
- EBSA-Empresa de Energía Boyacá (2016-)